# Piz Cristallina
Piz Cristallina är en bergstopp i Schweiz.   Den ligger i regionen Surselva och kantonen Graubünden, i den sydöstra delen av landet, 120 km öster om huvudstaden Bern. Toppen på Piz Cristallina är 3 128 meter över havet, eller 134 meter över den omgivande terrängen. Bredden vid basen är 0,71 km.
Terrängen runt Piz Cristallina är huvudsakligen bergig. Närmaste större samhälle är Disentis, 10,7 km norr om Piz Cristallina. 
Trakten runt Piz Cristallina består i huvudsak av gräsmarker. Runt Piz Cristallina är det mycket glesbefolkat, med 3 invånare per kvadratkilometer.